# روجاک
روجاک (به انگلیسی: Rojak) غذایی مبتنی بر سالاد است که به آشپزی جاوه‌ای مربوط بوده و به‌طور معمول در اندونزی، مالزی و سنگاپور یافت می‌شود. محبوب‌ترین نوع این سالاد در این سه کشور، سالادی می‌باشد که ترکیبی از مخلوط میوه برش‌خورده و سبزیجات، که با چاشنی تند و معطر و شکر پالم همراه است. به خاطر مزه شیرین، تند که چاشنی آن از پودر فلفل چیلی، شکر پالم و بادام زمینی تهیه شده‌است، اغلب به عنوان سالاد میوه دارای طعم تند مطبوع توصیف می‌شود.